# AZS Koszalin

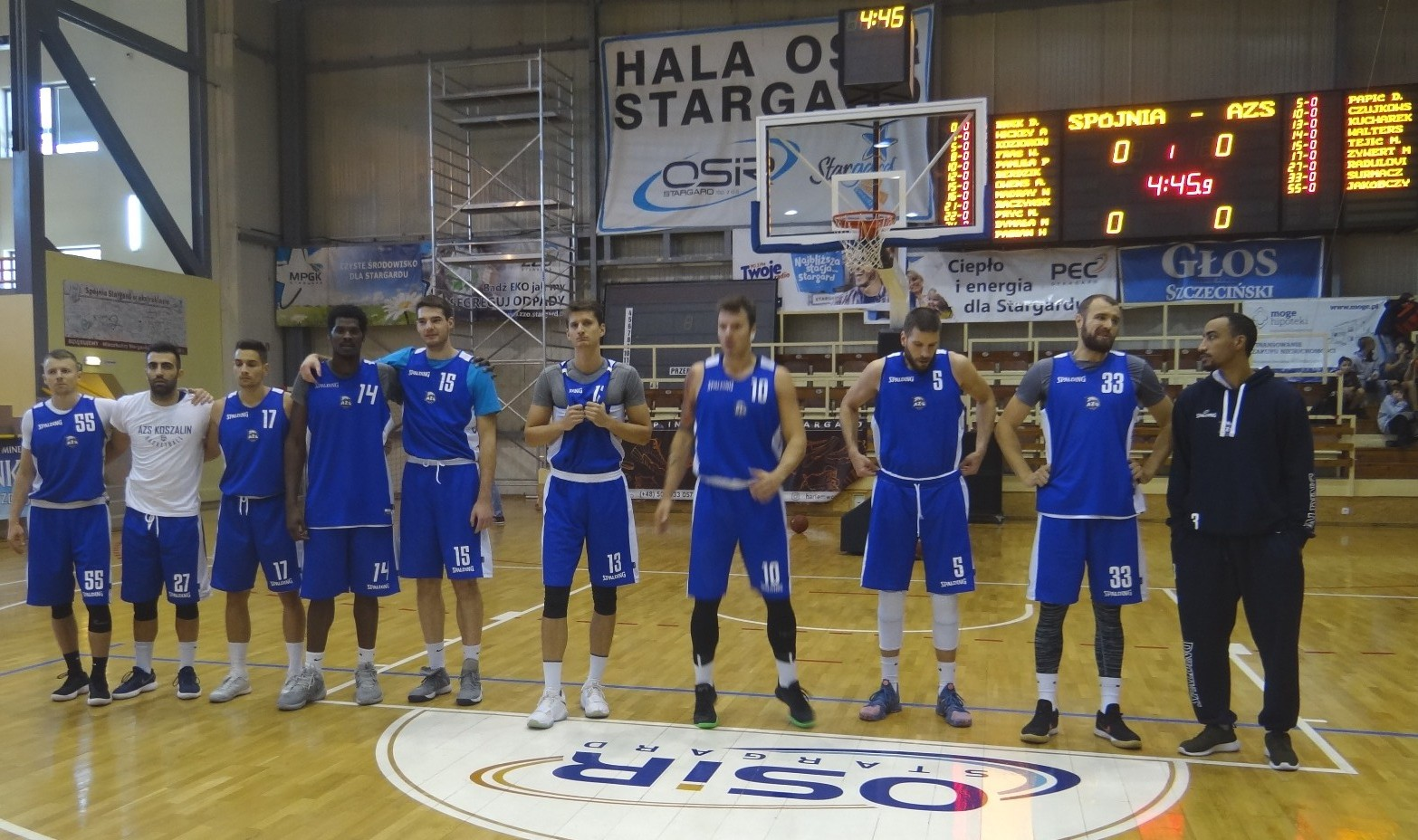
Equipe do AZS Koszalin em 2018

O Klub sportowy AZS Koszalin (em português:  Clube Esportivo AZS Koszalin), também conhecido por AZS Koszalin, foi um clube profissional de Basquetebol localizado em Koszalin, Polónia que disputou até a Temporada 2018-19 a PLK (Polônia), pois em junho de 2019 fez um comunicado à imprensa no qual a diretoria do clube comunicou pedido de falência por razão da dívida que havia acumulado e até então era de um milhão e meio de Złotys. Mandava seus jogos na Hala Widowiskowo-Sportowa com capacidade para 3.000 pessoas.

## Histórico de temporadas
| Temporada | Nível | Liga | Pos | Copa Nacional | Competições europeias |
| --------- | ----- | ---- | --- | ------------- | --------------------- |
| 2009–10   | 1     | PLK  | 6º  | Campeão       |                       |
| 2010–11   | 1     | PLK  | 8º  |               |                       |
| 2011–12   | 1     | PLK  | 8º  |               |                       |
| 2012–13   | 1     | PLK  | 7º  | Finalista     |                       |
| 2013–14   | 1     | PLK  | 8º  |               |                       |
| 2014–15   | 1     | PLK  | 5º  |               |                       |
| 2015–16   | 1     | PLK  | 12º | Semifinalista |                       |
| 2016–17   | 1     | PLK  | 14º |               |                       |
| 2017–18   | 1     | PLK  | 13º |               |                       |
| 2018–19   | 1     | PLK  | 14º |               |                       |